# Col de Dame Rosa
Col de Dame Rosa es un cultivar de higuera de tipo higo común Ficus carica, unífera es decir con una sola cosecha por temporada, los higos de verano-otoño, de higos de epidermis con color de fondo verde amarillento, con sobre color manchas irregulares de color púrpura, con zonas de transición de color marrón entre ambas. Es oriunda de Francia cultivada en Provenza, y Languedoc-Rosellón.

## Sinonimia
- „Coll de Dama Rosa“,[4][5][6]

## Historia
Esta variedad se cultiva en la Provenza, y Languedoc-Rosellón, se encuentra en recopilatorios para su estudio y mejora de sus cualidades.

## Características
La higuera 'Col de Dame Rosa' es una variedad unífera de tipo higo común. Árbol de tamaño mediano. Las hojas son gruesas y de color verde oscuro. Con hojas de  tres y de 5 lóbulos, pero en menor medida también encontraremos hojas con un solo lóbulo. 'Col de Dame Rosa' es una variedad muy productiva de un rendimiento muy alto de higos de otoño.
Los higos 'Col de Dame Rosa' son higos piriformes con cuello largo y pedúnculo del que se desprende fácilmente al recolectarlo del árbol, de un tamaño mediano, de epidermis de color de fondo verde amarillento, con sobre color manchas irregulares de color púrpura, con zonas de transición de color marrón entre ambas, tienen cuello largo, pedúnculo corto de color verde oscuro, escamas pedunculares verdes del mismo tono que la piel del higo. Cavidad interna de tipo medio, pulpa de color rojo, textura fina, densa, y de consistencia blanda, los aquenios son pequeños, y solo rellenan parcialmente el receptáculo. Poseen un contenido alto de azúcares lo que les da un sabor dulce, y buenas cualidades organolépticas. Son de un inicio de maduración desde mediados de agosto hasta mediados de octubre y de rendimiento muy alto.

## Cultivo y usos
'Col de Dame Rosa', es una variedad de higo que además de su uso en alimentación humana en fresco  también se ha cultivado en la Provenza, y Languedoc-Rosellón para higo seco paso y sus aplicaciones en repostería, guisos, y mermeladas.
Se está tratando de estudiar y mejorar sus cualidades, así como de extender su cultivo de ejemplares cultivados en la finca experimental de cultivos hortofrutícolas Cicytex-Finca La Orden propiedad de la Junta de Extremadura.